# (14443) Sekinenomatsu
(14443) Sekinenomatsu est un astéroïde de la ceinture principale.

## Description
(14443) Sekinenomatsu est un astéroïde de la ceinture principale. Il fut découvert le 1er octobre 1992 à Kitami par Masayuki Yanai et Kazuro Watanabe. Il présente une orbite caractérisée par un demi-grand axe de 2,87 UA, une excentricité de 0,08 et une inclinaison de 1,8° par rapport à l'écliptique.

## Compléments